# القرآن الموريسكي

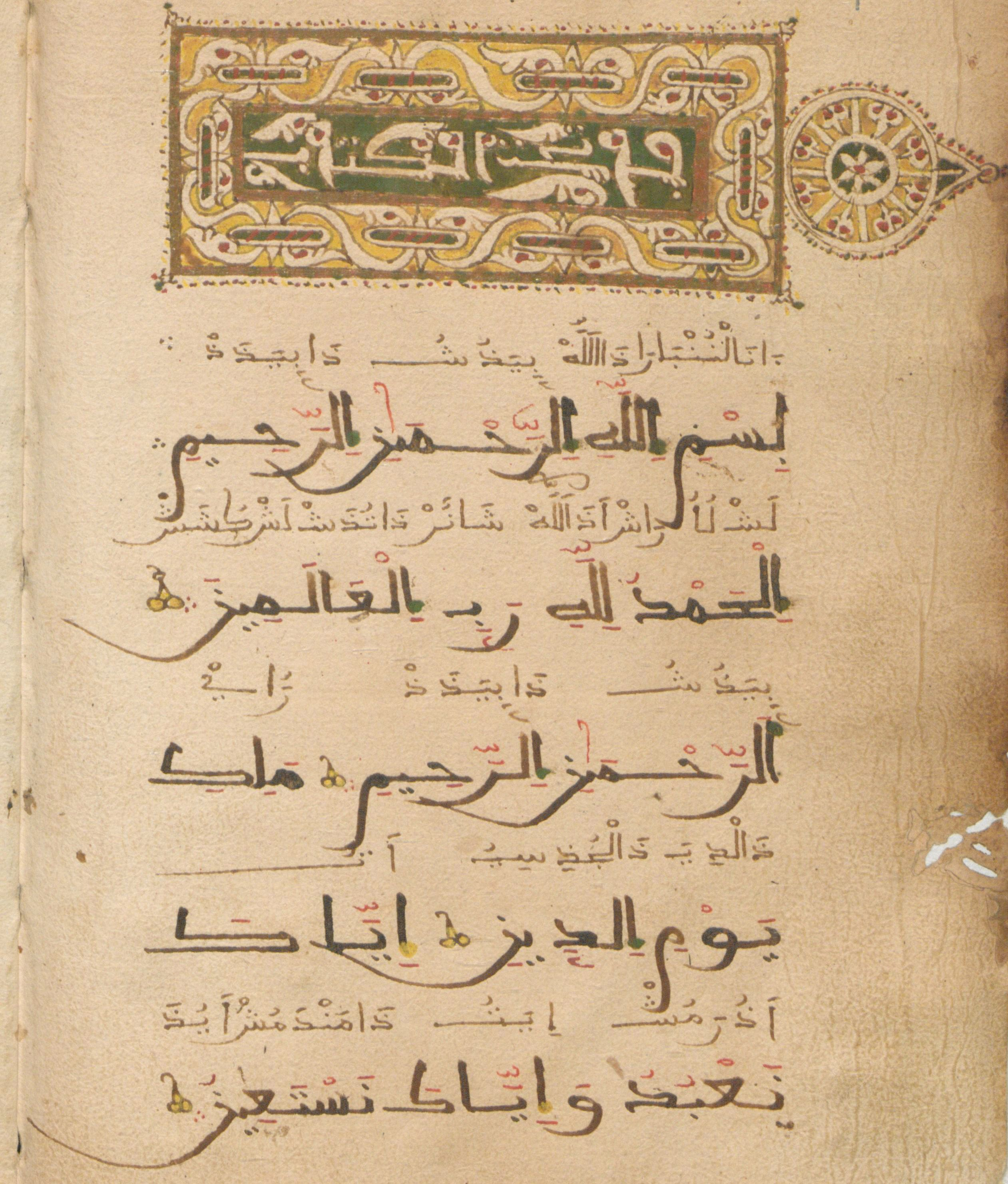
سورة الفاتحة من القرآن الموريسكي مع ترجمة سطر بسطر من اللغة العربية إلى اللغة القشتالية بالخط العجمي.

يصف القرآن الموريسكي مجموعة مختارة من المقتطفات القرآنية التي شكلت المصاحف المستخدمة في المجتمعات الموريسكية في شبه الجزيرة الأيبيرية بدءًا من أوائل القرن السادس عشر، بعد التحول القسري للإسبان للمسلمين إلى الكاثوليكية في عام 1502 في قشتالة، و1526 في أراغون.
يمثل اختيار السور والآيات الواردة في المصاحف الموريسكية حوالي 12 بالمائة من المصحف الكامل.

## التاريخ
بعد سقوط غرناطة، تعرض غير المسيحيين الذين بقوا في شبه الجزيرة الأيبيرية (يهود ومسلمين)، وبالأخص المسلمين لتشكيلهم الأغلبية، للتحولات القسرية وتدابير مختلفة من التنصير الثقافي. في عام 1564، أُحرقَت جميع الكتب العربية في فالنسيا، وأُمر الموريسكيون في غرناطة بتعلم اللغة الإسبانية خلال ثلاث سنوات. في عام 1567، أصبح من المحظور في قشتالة التحدث باللغة العربية أو امتلاك كتب باللغة العربية. ومن المفارقات أنه على الرغم من هذه المحظورات، فإن معظم المخطوطات الموجودة من هذه المجتمعات الإسلامية تأتي من هذا الوقت في أواخر القرن السادس عشر، حيث أصبح استخدام الخط العربي شكلًا من أشكال المقاومة.
في قشتالة وأراغون، بدأت سياسات محاكم التفتيش في محو اللغة العربية المنطوقة بشكل عام في البداية وجعلها منقرضة، بدأ الموريسكيون في استخدام اللغة العجمية (أصل الكلمية عربي من العجمية (غير العربية))، وهي شكل من أشكال اللغة القشتالية ذات خصائص لغوية محددة لكنها مكتوبة بالخط العربي، ومتأثرة كثيرًا بالعربية. كما اُستخدمَت الأبجدية اللاتينية في حالات نادرة خاصةً مع الموريسكيين الذين لم يستطيعوا تعلم الأبجدية العربية، كما هو الحال في قرآن طليطلة. عُثر على مخطوطات من هذه الفترة مخبأة في الأسقف أو في الجدران، والمجموعة الأكثر أهمية في عُثر عليها في ألموناسيد دي لا سييرا.

## المحتوى
كانت مقتطفات النص القرآني المضمنة في القرآن الموريسكي هي: (سورة الفاتحة الآيات 1-5)، سورة البقرة (الآيات 163، و255-257، و284-286)؛ سورة آل عمران (الآيات 1-6، 18، الجزء الأول من الآية 19، والآيات 26-27)؛ سورة التوبة ( الآيات 128-129)؛ سورة الشعراء (الآيات 78-89)؛ سورة القصص (الآية 88)؛ سورة الروم (الآيات 17-19)؛ سورة الأحزاب (الآيات 40-44 )؛ سورة يس كاملة؛ سورة الملك كاملة؛ والسور 78-114.
بالإضافة إلى هذه المجموعة المختارة من السور والآيات القرآنية، كانت هناك أدعية وأحاديث نبوية. يظهر هذا الاختيار من النص القرآني بشكل منهجي وباختلاف محدود في المخطوطات الباقية من ذلك الوقت، مع بعض المتغيرات التي تتضمن آيات أخرى ولكنها تتضمن دائمًا كل المقتطفات الأساسية المذكورة أعلاه.